# Heteropoda amphora
Heteropoda amphora är en spindelart som beskrevs av Fox 1936. Heteropoda amphora ingår i släktet Heteropoda och familjen jättekrabbspindlar. Inga underarter finns listade i Catalogue of Life.